# Dictyonotus nigrocyaneus
Dictyonotus nigrocyaneus är en stekelart som först beskrevs av Tosquinet 1903.  Dictyonotus nigrocyaneus ingår i släktet Dictyonotus och familjen brokparasitsteklar. Inga underarter finns listade i Catalogue of Life.